# Filipe da Madre de Deus
Frei Filipe da Madre de Deus (ou Philippe de la Madre de Dios) (Lisboa, c. 1630 — Sevilha?, c. 1687) foi um compositor português do século XVII.

## Vida
Filipe da Madre de Deus nasceu em Lisboa, por volta de 1630. Migrou para Castela onde se fez religioso da Ordem Real, Celestial e Militar de Nossa Senhora das Mercês para a Redenção dos Cativos. Embora não tivesse um conhecimento profundo de teoria musical, era um vihuelista e compositor exímio na corte de Filipe IV de Espanha (Filipe III de Portugal até 1640). Por volta de 1654 esteva ativo na cidade de Sevilha.
Em 1654, João IV de Portugal tomou conhecimento da notoriedade de Filipe da Madre de Deus e decidiu contratá-lo para trabalhar na corte portuguesa. Segundo Diogo Barbosa Machado, este rei português foi admirador do seu trabalho, particularmente da sua mestria na arte do contraponto. Contudo, apenas dois anos depois, D. João IV morreu e subiu ao trono D. Afonso VI, com a regência de Luísa de Gusmão. Em data indeterminada entre abril de 1660 e agosto de 1661, este compositor foi nomeado como mestre de música da câmara real. Foi neste ambiente cortesão que compôs uma parte importante da sua obra, nomeadamente tonos a 4 vozes que se conservavam na Biblioteca Real de Música antes da sua destruição pelo sismo de Lisboa de 1755.
Em 27 de janeiro de 1668, D. Pedro por ação de golpe de estado torna-se rei, e Afonso VI, seu irmão, deposto, supostamente por transtorno mental. Foi então iniciada uma purga que parece ter também afetado este compositor, uma vez que todos os funcionários do antigo rei foram excluídos da lista de assalariados reais. Certo é que voltou para Sevilha em 1668. Em Lisboa, foi sucedido pelo célebre António Marques Lésbio. Madre de Deus retirou-se para o mosteiro da Ordem de Nossa Senhora das Mercês de San Laureano de Sevilha. Esteve empregado como mestre de capela deste mosteiro até, pelo menos, 1688, ano do seu último trabalho conhecido. É provável que aí tenha morrido por volta de 1690.

## Obra
Filipe da Madre de Deus compôs principalmente vilancicos e tonos para diversas ocasiões e feriados. Embora Diogo Barbosa Machado, louve, na sua biografia, o seu lado de compositor profano, o conjunto de obras que dele sobrevive é maioritariamente composto por composições sacras ou sacro-profana (vilancicos).
A sua opus inclui uma saudação ao 18.º aniversário de Afonso VI de Portugal — Ostente Aplausos festivos — e o famoso "vilancico negro" para o Natal, Antonya, Flaciquia, Gasipà. Também compôs um coral sacro com acompanhamento em baixo contínuo.
- Manuscritos preservados na Biblioteca Estatal da Baviera, Munique, Alemanha:[4]
  - "Ostente aplausos festivos" a 4vv (saudação pelo 18.º aniversário de Afonso VI de Portugal em 1661, com letra de sóror Violante do Céu)
  - "Valentão dos meus olhos" a 8vv (Vilancico do Natal em português)
  - "Regosijos alegrias" (Vilancico da Ressurreição de Jesus)
  - "Victoria que las guerras del mundo" a 4 e 5vv (Vilancico de Santa Clara)
  - "Yo canto virtudes" a 4vv (Vilancico de Santa Clara)
  - "Pedro que al cielo enamoras" a 7vv (Vilancico de São Pedro)
  - "Fuego, toquen a fuego de los remedios" a 7vv (vilancico)
  - "O que lindas que ban las flores" a 8vv (Vilancico de todas as festividades)
  - "Deseos sin Esperanza" a 4vv (Vilancico humano)

- Manuscritos preservados no Arquivo Histórico Arquidiocesano de Guatemala:[5]
  - “Al convite señores”
  - “Al mirar elevado”
  - “Aleph. Ego vir videns” para bajo solo
  - “Aleph. Ego vir videns” para tiple solo
  - “Alma si tú quieres vida”
  - “Antoniya, Flaciquiya, Gacipá”
  - “Aunque sube a los cielos mi Amante”
  - “Ay, querido Amante”
  - “Barquero llega la hermosa barca”
  - “Cantad llorando este día” a 4vv (Vilancico da Ascensão de Jesus)
  - “Carne de doncella” a 3vv
  - “De Lamentatione Jeremiæ Prophetæ”
  - “Dueña y rodrigón”
  - “En la amenidad de Chipre”
  - “Humana navecilla”
  - “Jod. Manum suam”
  - “Las lágrimas”
  - “Nace ya el frío”
  - “Oh, qué bien si a la escarcha se hiela” a 9vv (Vilancico da Natividade de Nossa Senhora)
  - “Oiga el que ignora”
  - “Pues que todas las naciones”
  - “Qué prodigios son éstos”
  - “Que se anega en la orilla”
  - “Regina Caeli”
  - “Responde mihi”
  - “Salve Regina” a 5vv
  - “Tum tutú burutum”
  - “Vau. Et egressus”
  - “Venid congojas”
  - “Zagales de estos montes”

- Manuscritos na Coleção Sánchez Garza (com música do Convento de la Santísima Trinidad de Puebla):[5]
  - “Recórtese el bigote”

### Obra perdida
- Tonos humanos a 4 vozes:[1]
  - "Dezenganáte Morena"
  - "Madama vuestros ojuelos"
  - "En los floridos albores"
  - "Ala al palanque Galanes"
  - "Quatro, o seis tores, que fueron"
  - "Ah Señores"
  - "Rayava el Sol por las cumbres"
  - "Quien es aquella Diana?"
  - "Yo soy viejo, y nò veo nada"

## Gravações
As seguintes gravações incluem obras de Madre de Deus:
- 1994 - Canções, Vilancicos e Motetes Portugueses. Paul van Nevel and Huelgas Ensemble. Sony Classical SK 66288. Track 12 "Antonya, Flaciquia, Gasipà".
- 2004 - Villancicos y Danzas Criollas. Hespèrion XX and Jordi Savall. Alia Vox. Track 9 "Antonya, Flaciquia, Gasipà".
- 2007 - Flores de Lisboa - Canções, vilancicos e romances portugueses. A Corte Musical and Rogério Gonçalves. Le Couvent K617195. Track 12 "Ostente aplausos festivos".
- 2008 - Vilancicos Negros do Século XVII. Coro Gulbenkian conducted by Jorge Matta. Portugaler 1016-2. Track 3 "Antonya, Flaciquia, Gasipà".